# (8154) Stahl
(8154) Stahl ist ein Asteroid des inneren Hauptgürtels, der am 15. Februar 1988 vom deutschen Astronomen Eric Walter Elst am La-Silla-Observatorium (IAU-Code 809) der Europäischen Südsternwarte in Chile entdeckt wurde.
Der Asteroid wurde am 2. April 1999 nach dem deutschen Alchemisten, Chemiker, Mediziner, Hof- und Leibarzt sowie Metallurgen Georg Ernst Stahl (1659–1734) benannt, der als Professor der Medizinischen Fakultät in Halle (Saale) wirkte und ein Vertreter der auch als frühe Form eines psychodynamischen Krankheitskonzepts angesehenen Anima-Lehre war.